# 加藤亜希子
加藤 亜希子（かとう あきこ、1972年3月28日 - ）は、日本のフリーアナウンサーである。元三重エフエム放送のアナウンサー、元中京テレビ放送の契約アナウンサー、元日テレNEWS24 (CS) キャスター。三重県四日市市出身。名古屋女子大学卒業。身長161cm。血液型B型。

## 来歴
中京圏を拠点に活動していた当時は名古屋タレントビューローに所属していた。1999年に中京テレビへ出向し、2005年まで同局の契約アナウンサーとして勤務したのち、タレントユニオンへ移籍。活動の場を関東地方へと移した。その後すぐにTCP Artistへ移籍したが、タレントユニオンへの移籍以来日本テレビと専属契約し、日本テレビが運営するニュース専門チャンネル・日テレNEWS24 (CS) のキャスターを担当していた。
2013年6月1日早朝をもって、8年間担当してきた日テレNEWS24のキャスターを卒業。現在はTCPからも離れて活動しており、現在の活動や所属事務所は不詳である。

## 人物
タレントユニオン公式サイトのタレントリストに「特技 日本酒」、日テレNEWS24公式サイトのキャスタープロフィールに「得意な物はお酒と船。（どちらも酔いません）」と自ら記す。

## 担当番組
- Sound Up Flow （FM三重、パーソナリティ）
- Sound stroll （FM三重、パーソナリティ）
- おはよう!三重（三重テレビ、メインキャスター）
- 伊勢路食べ歩き（三重テレビ、リポーター）
- NNNきょうの出来事 中京テレビローカルパート（中京テレビ）
- 中京テレビニュースプラス1 （中京テレビ、リポーター）
- P.S.愛してる! （中京テレビ、リポーター）
- 心にエール!ふるさと夢図鑑（中京テレビ、リポーター）
- クスクス（中京テレビ）
- ズームイン!!SUPER 中京テレビローカルパート（中京テレビ、気象情報担当）
- おめざめワイド530 （中京テレビ、水曜・木曜・金曜担当）
- 福澤朗ラジオ☆スター（ニッポン放送、リポーター）
- ファイナンシャルBOX （2008年1月 - 2008年3月、ラジオNIKKEI、火曜アシスタント）
- 日テレNEWS24 (CS) （2005年4月 - 2013年6月1日、キャスター）
- 日テレNEWS24 発掘!SP （2011年12月29日、日テレNEWS24・日本テレビ系列）